# كارل بوريفوج بريسل
كارل بوريفوج بريسل (Carl Borivoj Presl) (1794-1852) هو عالم نبات من بوهيميا (بين تشيكيا والنمسا), وهو شقيق عالم النبات يان سفاتوبلوك بريسل (Jan Svatopluk Presl) (1791-1849).
عاش كل حياته في براغ. وكان أستاذا في جامعة براغ. وقد قام ببعثة إلى صقلية في عام 1817، وألف كتاب نباتات بوهيميا (Flora bohemica) في 1820.
احتفلت الجمعية النباتية التشيكية به وبأخيه الأكبر يان بريسل عبر تسمية نشرتها الرئيسية بالبريسلية Preslia (تأسست في 1914).
يستخدم اختصار C.Presl بعد الاسم اللاتيني العلمي للنبات للإشارة لهذا العالم عندما يكون هو واضع اسم هذا نبات.